# Трактор (стадион, Ташкент)
Стадио́н «Тра́ктор» (узб. «Traktor» stadioni) — снесенный в 2008 году футбольный стадион в столице Узбекистана, Ташкенте, в Мирзо-Улугбекском районе города. Был построен и открыт в 1970 году. Вмещал 6 тысяч 400 зрителей. На стадионе проводил свои домашние матчи футбольный клуб «Трактор», который был расформирован в 2007 году. На стадионе также проводил свои некоторые матчи «Локомотив».
Был закрыт и снесен в 2008 году, а на его месте в 2009 году было начато строительство стадиона Локомотив, строительство которого завершилось в 2012 году. 